# 静岡学園中学校・高等学校
静岡学園中学校・高等学校（しずおかがくえんちゅうがっこう・こうとうがっこう）は、静岡市葵区東鷹匠町にある私立中学校・高等学校。略称は、「静学」（しずがく）。

## 概要
開校から静岡市駿河区聖一色に所在していたが、隣接する静岡県草薙総合運動場の改修計画に伴い旧静岡県立静岡工業高等学校跡地へ移転。移転に伴い、新カリキュラムを採用した全国初の教養科学科を設置している。また、サッカーの超強豪校としても知られており 多数の日本代表選手を輩出している。

## 沿革
1963年（昭和38年）

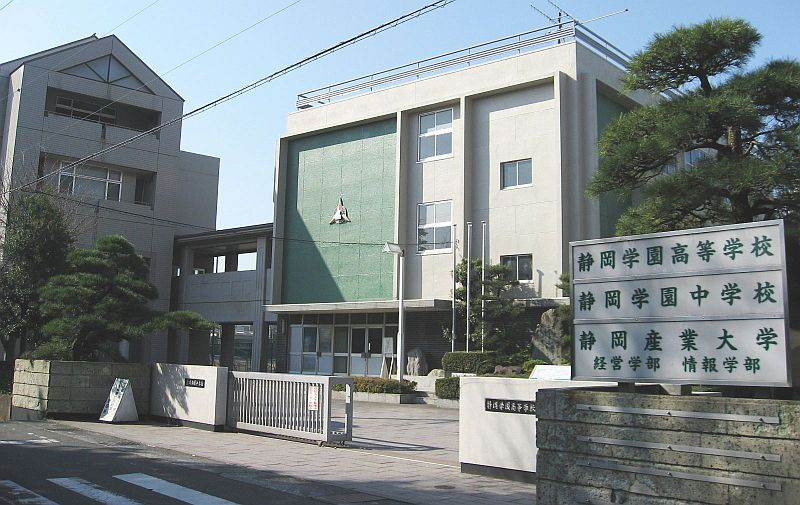
駿河区聖一色にあった頃の校舎（2009年）

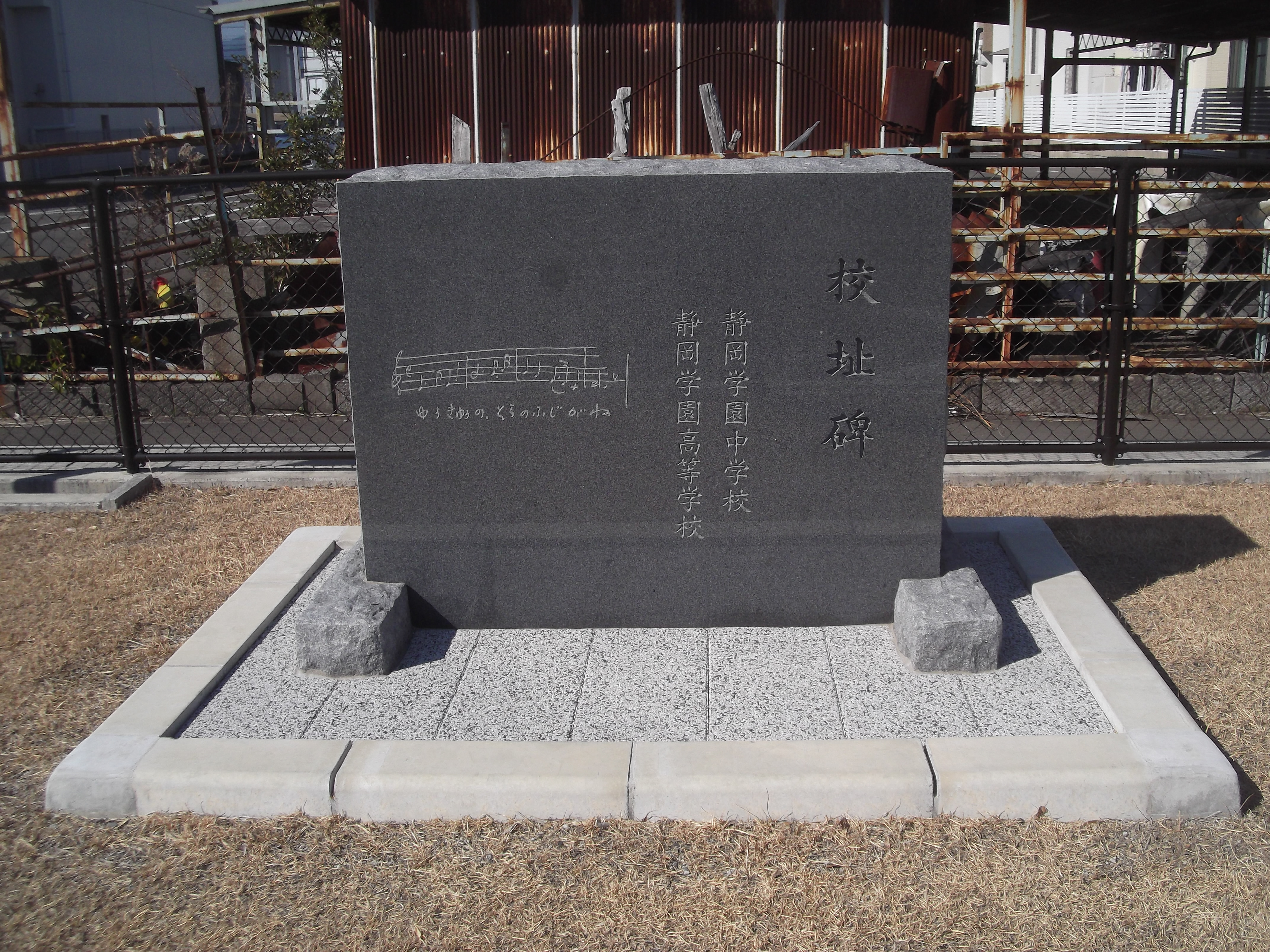
駿河区聖一色にある校址碑（2016年2月）

- 4月 - 静岡市聖一色226-3の校地に鉄骨2階建校舎120坪を新築し、静岡学園大学予備校商業科を設立（修業年限2ヶ年）

1964年（昭和39年）
- 1月 - 静岡高等実務学校として独立し、牧野明学校長に就任（修業年限を3ヶ年に改正）

1965年（昭和40年）
- 9月 - 高等学校新設を計画し、6000坪を目標とする校地の拡張に併行して、鉄筋コンクリート3階建320坪の第1期工事に着手
- 12月 - 学校法人静岡学園より校地、校舎その他の基本財産の寄附を受けて静岡学園高等学校を設立し、学校長に牧野賢一就任
- 12月28日 - 学校法人第二静岡学園寄付行為認可、静岡学園高等学校設置認可

1966年（昭和41年）
- 4月1日 - 静岡学園高等学校開校。全寮制普通科45名（1クラス）商業科185名（4クラス）開設
- 4月8日 - 静岡学園高等学校入学式を行う

1967年（昭和42年）
- 4月 - 校旗・校歌の制定式を駿府会館において挙行

1971年（昭和46年）
- 4月 - 静岡学園高等学校に理数科（1クラス）新設
- 8月 - 第53回全国高等学校野球選手権大会で準々決勝に進出

1976年（昭和51年）
- 1月 - 第55回全国高等学校サッカー選手権大会準優勝

1977年（昭和52年）
- 12月26日 - 静岡学園中学校設置認可

1978年（昭和53年）
- 4月1日 - 静岡学園中学校開校

1996年（平成8年）
- 1月 - 第74回全国高等学校サッカー選手権大会優勝

2009年（平成21年）
- 4月 - 葵区東鷹匠町への移転概要・建設計画を住民説明会で公表。静岡県議会を経て現在地への移転が決定
- 8月 - 第40回全国中学校サッカー大会優勝

2011年（平成23年）
- 4月 - 法人名を学校法人新静岡学園に変更。現在地に移転。教養科学科設置

2015年（平成27年）
- 1月 - 第93回全国高等学校サッカー選手権大会ベスト8（4年ぶりの全国大会）

2020年（令和2年）
- 1月 - 第98回全国高等学校サッカー選手権大会優勝（24年ぶり2度目）

## 基礎データ

### アクセス
- JR静岡駅 徒歩20分
- 静岡鉄道静岡清水線音羽町駅 徒歩8分
- しずてつジャストライン「横内町静岡学園入口」停留所 徒歩4分

### 象徴
- 校訓
  - 誠実 - 質素、清楚、気品ある人格の形成をめざす
  - 愛敬 - 学、友、和を愛し、知性豊かな人間像をめざす
  - 剛勇 - 剛、健、協に富んだ機能的な人材の完成をめざす
- 孝友三心
  - 一、服する心　親の気持ちに応える。先生の指導に従う。先輩のことばに耳を傾ける。道理に服する。
  - 二、感謝する心　親の恩、師の恩、友のありがたさをしみじみと感ずる。生命を支える一粒の米、一杯の水にも感謝の念を持つ。
  - 三、全うする心　どんな小さなこともなげやりにしない。どんな困難にあっても屈しない。責任を持って最後まで頑張る。信頼できる人になる。
- 孝友精神の表現
  - 一、定められた髪形によって心身の清純を保つ。
  - 二、服装を端正にし、言動を慎む。
  - 三、礼儀を重んじ、挨拶を励行する。
- スクールカラー - 緑（緑と黄色を静学カラーと呼称することもある）
- 指定のカバン - 緑（SHIZUOKAGAKUENという文字は黄色）※現在は使用に生徒課の許諾が必要。茶色（2011年度より）。なし（2019年度より）
- 制服 - 男子は黒色の詰襟標準学生服で、夏は半袖（ポケットにSGマークが書かれている）。女子は紺のブレザーで夏は男子と同様。そのほか、男女共用のベストなどがある。2024年から男子生徒の制服はブレザーになりある。

## 部活動

### 運動部

#### サッカー部
サッカー部は、個人技をベースとしたドリブルとショートパスをつなぐスタイルが伝統となっている。全国初登場となった1976年の第55回全国高等学校サッカー選手権大会ではその独特なスタイルが注目を集め、初出場ながら準優勝。プロの監督として、井田勝通が1972年から2008年まで指導していた。練習グラウンドは駿河区谷田にある静岡学園谷田グランド。
1995年の第74回大会では全国制覇（鹿児島実業高等学校との両校優勝）を達成した。
2003年には全日本ユース選手権準優勝。
また、2002年には中学にもサッカー部が作られ、U-14全国大会3位などの成績をおさめている。2008年にはJFAプレミアカップで優勝し、イングランドで行われたマンチェスター・ユナイテッド・プレミアカップに出場。2009年には全国中学校サッカー大会で優勝した。
高校総体（インターハイ）は2010年沖縄大会に総体初出場。翌2011年大会も連続で出場を決め、決勝まで進出し準優勝を成し遂げた。
2020年、第98回全国高等学校サッカー選手権大会にて24年ぶりに静岡県勢として全国制覇を果たした。この優勝は、第74回大会での鹿児島実業高等学校との両校優勝より2度目で、静岡学園としては初の単独優勝であった。

#### 卓球部
卓球部は、寺島大祐監督の指導のもと、 Tリーグの静岡ジェードと連携し、 全国制覇を目標に活動している。 2021年全日本卓球選手権では、当時高校2年生だった鈴木笙が、2020年一般男子シングルス王者の宇田幸矢（当時の明治大）を下し、話題を呼んだ。さらに2021年のインターハイ男子学校対抗では、初の第3位に入った。 
また、 2024年のインターハイ男子学校対抗では、卓球部として2度目の第3位に入賞し、同年の全国選抜では、卓球部として3度目の第3位に入賞した。

## 著名な出身者

### サッカー
| 名前       | 出身     | 生年度 | 卒   | Pos   | 進学先       | 入団クラブ             | 現所属 / 代表・指導歴                                                  |
| ---------- | -------- | ------ | ---- | ----- | ------------ | ---------------------- | ---------------------------------------------------------------------- |
| 森下申一   | 静岡県   | 1960   | 1979 | GK    | 東京農業大学 | ヤマハ発動機           | 現役引退・元サッカー日本代表・ジュビロ磐田アカデミーGKテクニカルコーチ |
| 杉山誠     | 静岡県   | 1960   | 1979 | DF    | 東京農業大学 | 日産自動車             | 現役引退・Ｕ-20日本代表(1979 FIFAワールドユース選手権)                 |
| 池田司信   | 静岡県   | 1962   | 1980 | DF    |              | 日産自動車             | 現役引退・元サッカー日本女子代表監督                                   |
| 松永英機   | 静岡県   | 1963   | 1981 | DF    | 大阪商業大学 | 松下電器産業           | 現役引退・元ヴァンフォーレ甲府監督など                                 |
| 三浦泰年   | 静岡県   | 1965   | 1984 | MF    |              | サントスFC（留学）     | 現役引退・元サッカー日本代表・アトレチコ鈴鹿クラブスポーツダイレクター |
| 向島建     | 静岡県   | 1965   | 1984 | FW    | 国士舘大学   | 東芝                   | 現役引退・川崎フロンターレ強化部スカウト                               |
| 三浦知良   | 静岡県   | 1966   | 中退 | FW    |              | サントスFC             | アトレチコ鈴鹿クラブ・元サッカー日本代表                               |
| 北村邦夫   | 静岡県   | 1968   | 1987 | MF    |              | ガンバ大阪             | 現役引退                                                               |
| 遠藤孝弘   | 静岡県   | 1968   | 1987 | FW    |              | アビスパ福岡           | 現役引退                                                               |
| 鈴木正治   | 静岡県   | 1970   | 1989 | DF    |              | 日産自動車             | 現役引退・元サッカー日本代表・元フットサル日本代表                     |
| 内藤潤     | 石川県   | 1970   | 1989 | MF    |              | 横浜フリューゲルス     | 現役引退                                                               |
| 広山晴士   | 愛知県   | 1971   | 1990 | FW    |              | ジヤトコ               | 現役引退・秀岳館高校サッカー部監督                                     |
| 加藤正浩   | 静岡県   | 1971   | 1990 | MF    |              | 横浜F・マリノス        | 現役引退                                                               |
| 水崎靖     | 静岡県   | 1971   | 1990 | MF    | 近畿大学     | セレッソ大阪           | 現役引退                                                               |
| 今藤幸治   | 愛知県   | 1972   | 1991 | DF/MF |              | ガンバ大阪             | 現役引退・元サッカー日本代表                                           |
| 坂本義行   | 兵庫県   | 1972   | 1991 | FW    |              | 横浜フリューゲルス     | 現役引退                                                               |
| 増田忠俊   | 静岡県   | 1973   | 1992 | MF    |              | 鹿島アントラーズ       | 現役引退・元サッカー日本代表・サッカー解説者                           |
| 松山大地   | 北海道   | 1973   | 1992 | MF    |              | ベルマーレ平塚         | 現役引退                                                               |
| 山村博土   | 静岡県   | 1974   | 1993 | FW    |              | ガンバ大阪             | 現役引退                                                               |
| 望月学     | 静岡県   | 1974   | 1993 | DF    |              | 清水エスパルス         | 現役引退                                                               |
| 栗田泰次郎 | 静岡県   | 1974   | 1993 | MF    |              | 鹿島アントラーズ       | 現役引退                                                               |
| 大石信幸   | 静岡県   | 1974   | 1993 | DF    |              | 横浜フリューゲルス     | 現役引退                                                               |
| 久保山由清 | 静岡県   | 1976   | 1995 | FW    |              | 横浜フリューゲルス     | 現役引退・元サッカー日本代表・FC今治ヘッドコーチ                       |
| 向島満     | 静岡県   | 1976   | 1995 | DF    |              | 名古屋グランパスエイト | 現役引退                                                               |
| 牧野直樹   | 静岡県   | 1976   | 1995 | DF    | 福岡大学     | ヴェルディ川崎         | 現役引退                                                               |
| 森川拓巳   | 静岡県   | 1977   | 1996 | DF    |              | 柏レイソル             | 現役引退                                                               |
| 深澤仁博   | 静岡県   | 1977   | 1996 | MF    |              | 横浜マリノス           | 現役引退                                                               |
| 桜井孝司   | 静岡県   | 1977   | 1996 | FW    |              | 横浜フリューゲルス     | 現役引退                                                               |
| 塩川岳人   | 静岡県   | 1977   | 1996 | MF    |              | モンテディオ山形       | 現役引退                                                               |
| 石井俊也   | 静岡県   | 1977   | 1996 | MF    |              | 浦和レッドダイヤモンズ | 現役引退                                                               |
| 内藤修弘   | 静岡県   | 1978   | 1997 | MF    |              | 清水エスパルス         | 現役引退                                                               |
| 倉貫一毅   | 滋賀県   | 1978   | 1997 | MF    |              | ジュビロ磐田           | 現役引退・カターレ富山トップチームヘッドコーチ                         |
| 坂本紘司   | 滋賀県   | 1978   | 1997 | FW    |              | ジュビロ磐田           | 現役引退・湘南ベルマーレ代表取締役GM                                   |
| 飯塚浩記   | 静岡県   | 1978   | 1997 | MF    |              | モンテディオ山形       | 現役引退                                                               |
| 山崎哲也   | 静岡県   | 1978   | 1997 | DF    |              | モンテディオ山形       | 現役引退・ ジェイリースFCヘッドコーチ                                  |
| 南雄太     | 神奈川県 | 1979   | 1998 | GK    |              | 柏レイソル             | 現役引退・元サッカー日本代表                                           |
| 大石鉄也   | 静岡県   | 1979   | 1998 | MF    |              | 川崎フロンターレ       | 現役引退                                                               |
| 渡辺誠     | 静岡県   | 1980   | 1999 | MF    | 国士舘大学   | ヴァンフォーレ甲府     | 現役引退・清水エスパルスU-14監督                                       |
| 小池良平   | 静岡県   | 1980   | 1999 | MF    |              | 大分トリニータ         | 現役引退・元フットサル日本代表                                         |
| 菅原太郎   | 滋賀県   | 1981   | 2000 | FW    |              | ミラソウFC             | 現役引退                                                               |
| 櫻田和樹   | 静岡県   | 1982   | 2001 | MF    | 静岡産業大学 | ザスパ草津             | 現役引退                                                               |
| 永田充     | 静岡県   | 1983   | 2002 | DF    |              | 柏レイソル             | 現役引退・元サッカー日本代表                                           |
| 谷澤達也   | 静岡県   | 1984   | 2003 | MF    |              | 柏レイソル             | 現役引退・藤枝MYFCU-18コーチ                                           |
| 安藤淳     | 滋賀県   | 1984   | 2003 | DF    | 関西大学     | 京都サンガF.C.         | 現役引退・京都サンガF.C.強化部長                                       |
| 杉山浩太   | 静岡県   | 1984   | 2003 | MF    |              | 清水エスパルス         | 現役引退※清水エスパルスユース出身                                      |
| 山本海人   | 静岡県   | 1985   | 2004 | GK    |              | 清水エスパルス         | 現役引退・元サッカー日本代表※清水エスパルスユース出身                  |
| 小林祐三   | 東京都   | 1985   | 2004 | DF    |              | 柏レイソル             | 現役引退・サガン鳥栖スポーツダイレクター                               |
| 松下幸平   | 石川県   | 1985   | 2004 | DF    |              | ジュビロ磐田           | 現役引退・ジュビロ磐田U-15監督                                         |
| 横山拓也   | 静岡県   | 1985   | 2004 | FW    |              | 浦和レッドダイヤモンズ | 現役引退                                                               |
| 飯塚渉     | 静岡県   | 1985   | 2004 | GK    | 流通経済大学 | 東京武蔵野シティFC     | 現役引退                                                               |
| 狩野健太   | 静岡県   | 1986   | 2005 | MF    |              | 横浜F・マリノス        | 現役引退・川崎フロンターレ育成部コーチ                                 |
| 中村友亮   | 静岡県   | 1986   | 2005 | MF    |              | ヴィッセル神戸         | 現役引退・元フットサル日本代表                                         |
| 加門亮兵   | 大阪府   | 1986   | 2005 | MF    | 桃山学院大学 | ファジアーノ岡山FC     | 現役引退                                                               |
| 杉山力裕   | 静岡県   | 1987   | 2006 | GK    |              | 川崎フロンターレ       | 現役引退                                                               |
| 先崎勝也   | 神奈川県 | 1987   | 2006 | MF    | 国士舘大学   | FC町田ゼルビア         | 現役引退                                                               |
| 山本真希   | 静岡県   | 1987   | 2006 | MF    |              | 清水エスパルス         | 現役引退※清水エスパルスユース出身                                      |
| 國吉貴博   | 埼玉県   | 1988   | 2007 | MF    |              | ヴァンフォーレ甲府     | 現役引退                                                               |
| 枝本雄一郎 | 神奈川県 | 1988   | 2007 | MF    | 近畿大学     | ザスパクサツ群馬       | BTOPサンクくりやま                                                     |
| 長沢駿     | 静岡県   | 1988   | 2007 | FW    |              | 清水エスパルス         | 京都サンガF.C. ※清水エスパルスユース出身                               |
| 杉浦恭平   | 静岡県   | 1988   | 2007 | MF    |              | 川崎フロンターレ       | ツエーゲン金沢                                                         |
| 吉野峻光   | 京都府   | 1989   | 2008 | MF    | 国士舘大学   | セレッソ大阪           | 現役引退                                                               |
| 大石治寿   | 神奈川県 | 1989   | 2008 | FW    | 神奈川大学   | 藤枝MYFC               | 福井ユナイテッドFC                                                     |
| 吉田豊     | 静岡県   | 1989   | 2008 | DF    |              | ヴァンフォーレ甲府     | 清水エスパルス                                                         |
| 戸高弘貴   | 大分県   | 1991   | 2010 | MF    | 立命館大学   | FC町田ゼルビア         | 現役引退                                                               |
| 中西倫也   | 和歌山県 | 1992   | 2011 | FW    | 桃山学院大学 | カターレ富山           |                                                                        |
| 星野有亮   | 東京都   | 1992   | 2011 | MF    | 専修大学     | ツエーゲン金沢         | 現役引退                                                               |
| 大島僚太   | 静岡県   | 1992   | 2011 | MF    |              | 川崎フロンターレ       | 同左・元サッカー日本代表                                               |
| 利根瑠偉   | 山口県   | 1992   | 2011 | MF    | 徳山大学     | ヴェルスパ大分         | FC大阪                                                                 |
| 柏瀬暁     | 千葉県   | 1993   | 2012 | FW    |              | 清水エスパルス         | 現役引退※清水エスパルスユース出身                                      |
| 木本恭生   | 静岡県   | 1993   | 2012 | MF    | 福岡大学     | セレッソ大阪           | サガン鳥栖（期限付き移籍）                                             |
| 伊東幸敏   | 静岡県   | 1993   | 2012 | DF    |              | 鹿島アントラーズ       | 現役引退                                                               |
| 福島春樹   | 愛知県   | 1993   | 2012 | GK    | 専修大学     | 浦和レッドダイヤモンズ | 現役引退                                                               |
| 長谷川竜也 | 静岡県   | 1993   | 2012 | MF    | 順天堂大学   | 川崎フロンターレ       | 北海道コンサドーレ札幌                                                 |
| 加納錬     | 静岡県   | 1994   | 2013 | DF    | 国士舘大学   | SC相模原               | WYVERN                                                                 |
| 木部未嵐   | 静岡県   | 1994   | 2013 | MF    |              | 松本山雅FC             | 現役引退                                                               |
| 米田隼也   | 福岡県   | 1995   | 2014 | MF    | 順天堂大学   | V・ファーレン長崎      | 同左                                                                   |
| 名古新太郎 | 大阪府   | 1996   | 2015 | MF    | 順天堂大学   | 鹿島アントラーズ       | アビスパ福岡                                                           |
| 石渡旭     | 神奈川県 | 1996   | 2015 | DF    | 神奈川大学   | 福島ユナイテッドFC     | BTOP北海道                                                             |
| 大杉啓     | 静岡県   | 1996   | 2015 | GK    | 日本体育大学 | マルヴァーン・シティFC | 高知ユナイテッドSC                                                     |
| 旗手怜央   | 三重県   | 1997   | 2016 | FW    | 順天堂大学   | 川崎フロンターレ       | セルティックFC・サッカー日本代表                                       |
| 薩川淳貴   | 静岡県   | 1997   | 2016 | DF    | 関東学院大学 | カマタマーレ讃岐       | 大分トリニータ                                                         |
| 鹿沼直生   | 埼玉県   | 1997   | 2016 | MF    | 専修大学     | SC相模原               | 徳島ヴォルティス                                                       |
| 山ノ井拓己 | 千葉県   | 1998   | 2017 | GK    |              | アビスパ福岡           | ツエーゲン金沢                                                         |
| 渡井理己   | 静岡県   | 1999   | 2018 | MF    |              | 徳島ヴォルティス       | 柏レイソル                                                             |
| 小澤秀充   | 静岡県   | 1999   | 2018 | MF    | 青山学院大学 | ガイナーレ鳥取         | 同左                                                                   |
| 東山達稀   | 新潟県   | 1999   | 2018 | MF    | 静岡産業大学 | ロアッソ熊本           | EDO ALL UNITED                                                         |
| 伊藤稜馬   | 静岡県   | 1999   | 2018 | MF    | 国士舘大学   | いわきFC               | ラヨーンFC                                                             |
| 塩浜遼     | 滋賀県   | 2000   | 2019 | FW    | 順天堂大学   | 福島ユナイテッドFC     | ロアッソ熊本                                                           |
| 神田凜星   | 大阪府   | 2000   | 2019 | FW    |              | リオ・ブランコEC       | 南葛SC                                                                 |
| 松村優太   | 大阪府   | 2001   | 2020 | MF    |              | 鹿島アントラーズ       | 同左                                                                   |
| 藤井皓也   | 愛知県   | 2001   | 2020 | MF    | 中京大学     | ロアッソ熊本           | 同左                                                                   |
| 井堀二昭   | 岡山県   | 2001   | 2020 | MF    | 東海学園大学 | 鹿児島ユナイテッドFC   | 同左                                                                   |
| 浅倉廉     | 神奈川県 | 2001   | 2020 | MF    | 拓殖大学     | 藤枝MYFC               | 同左                                                                   |
| 田邉秀斗   | 京都府   | 2002   | 2021 | DF    |              | 川崎フロンターレ       | 同左                                                                   |
| 関根大輝   | 静岡県   | 2002   | 2021 | DF    | 拓殖大学     | 柏レイソル             | スタッド・ランス・サッカー日本代表                                     |
| 渡邉怜歩   | 静岡県   | 2002   | 2021 | MF    | 鹿屋体育大学 | ロアッソ熊本           | 同左                                                                   |
| 加納大     | 静岡県   | 2002   | 2021 | FW    | 中央大学     | AC長野パルセイロ       | 同左                                                                   |
| 長井結矢   | 愛知県   | 2002   | 2021 | FW    | 中部大学     | FC岐阜                 | 同左                                                                   |
| 伊東進之輔 | 大阪府   | 2003   | 2022 | DF    |              | ギラヴァンツ北九州     | ヴィアティン三重                                                       |
| 玄理吾     | 兵庫県   | 2003   | 2022 | MF    |              | 徳島ヴォルティス       | 同左                                                                   |
| 川谷凪     | 大阪府   | 2003   | 2022 | MF    |              | 清水エスパルス         | 奈良クラブ（育成型期限付き移籍）                                       |
| 古川陽介   | 滋賀県   | 2003   | 2022 | MF    |              | ジュビロ磐田           | SVダルムシュタット98                                                   |
| 髙橋隆大   | 京都府   | 2004   | 2023 | MF    |              | ガンバ大阪             | グアラニFC                                                             |
| 行徳瑛     | 静岡県   | 2004   | 2023 | DF    |              | 名古屋グランパス       | AC長野パルセイロ（育成型期限付き移籍）                                 |
| 髙田優     | 静岡県   | 2005   | 2024 | MF    |              | 徳島ヴォルティス       | 同左                                                                   |
| 中村圭佑   | 埼玉県   | 2005   | 2024 | GK    |              | 東京ヴェルディ         | 同左                                                                   |
| 神田奏真   | 大阪府   | 2005   | 2024 | FW    |              | 川崎フロンターレ       | 同左                                                                   |
| 野田裕人   | 岐阜県   | 2006   | 2025 | DF    |              | 川崎フロンターレ       | 同左                                                                   |

### その他スポーツ
- 浮島徹士（元プロ野球選手）
- 赤田龍一郎（元プロ野球選手）
- 宮原駿介（プロ野球選手）
- 波多野和也（プロバスケットボール選手）
- 大澤歩（プロバスケットボール選手）
- 鈴木正晃（バスケットボール選手）
- 市川真人（バスケットボール選手）
- 鍋田 隆征 (バスケットボール選手)
- 青木真也（格闘家）
- 佐藤和哉（柔道家）

### 芸能
- 春風亭百栄（落語家）
- 春風亭梅朝（落語家）
- 石野卓球（DJ、ミュージシャン電気グルーヴ）
- 平野貴大（俳優）
- 黒川真一朗（歌手）
- キャプテン渡辺（お笑い芸人）